# Avšalom Vilan
Avšalom Vilan (hebrejsky: אבשלום וילן, neformálně אבו וילן, Abu Vilan) je izraelský politik a bývalý poslanec Knesetu za stranu Merec-Jachad.

## Biografie
Narodil se 11. února 1951 ve vesnici Negba. Sloužil v izraelské armádě, kde získal hodnost
prvního seržanta (Rav Samal). Absolvoval bakalářské studium oboru ekonomie a filozofie na Hebrejské univerzitě. Hovoří hebrejsky a anglicky.

## Politická dráha
V letech 1993–1996 působil jako vyslanec hnutí ha-Kibuc Arci a ha-Šomer ha-Ca'ir v Severní Americe. V letech 1996–1999 byl tajemníkem organizace izraelských kibuců ha-Kibuc Arci. Je spoluzakladatelem hnutí Šalom achšav a působil jako tajemník strany Mapam.
V izraelském parlamentu zasedl poprvé po volbách do Knesetu v roce 1999, ve kterých kandidoval za stranu Merec. Působil jako člen ve výboru pro zahraniční dělníky, finančního výboru a výboru pro imigraci, absorpci a záležitosti diaspory. Znovu byl zvolen ve volbách do Knesetu v roce 2003, nyní za kandidátní listitu Merec-Jachad. Pracoval jako člen výboru pro ekonomické záležitosti, výboru pro vzdělávání, kulturu a sport, výboru pro status žen, výboru pro televizi a rozhlas a předsedal vyšetřovací komisi k násilí ve sportu a podvýboru pro prevenci násilí ve sportu.
Mandát obhájil ve volbách do Knesetu v roce 2006. Po nich se v Knesetu zapojil jako člen do činnosti výboru pro záležitosti vnitra a životního prostředí a výboru státní kontroly.
Voleb do Knesetu v roce 2009 se účastnil, ale mandát nezískal.